# 1936 Лугано
1936 Лугано (1936 Lugano) — астероїд головного поясу, відкритий 24 листопада 1973 року.
Тіссеранів параметр щодо Юпітера — 3,343.